# Through my Window – Ich seh’ dich an
Through my Window – Ich seh’ dich an (Originaltitel: A través de tu mirada) ist ein spanisches Filmdrama aus dem Jahr 2024 von Marçal Forés. In den Hauptrollen sind Clara Galle und Julio Peña zu sehen. Der Film ist die Fortsetzung von Through my Window – Ich sehe nur dich sowie Through my Window – Über das Meer, die 2022 und 2023 veröffentlicht wurden. Das Drehbuch wurde erneut von Ariana Godoy geschrieben, auf deren Roman der erste Teil beruhte.
Through my Window – Ich seh’ dich an soll am 23. Februar 2024 weltweit auf dem Video-on-Demand-Portal Netflix veröffentlicht werden.

## Handlung
Nachdem sich Ares und Raquel im Sommer an der Costa Brava sahen und Zweifel an ihrer Beziehung entstanden, beschließen sie sich zu trennen. Bei einem Wiedersehen in Barcelona im folgenden Winter kommen alte Gefühle wieder.

## Hintergrund
Nach dem Erfolg des ersten Teils wurden von Netflix im Februar 2022 zwei Fortsetzungen zum Film angekündigt. Der dritte Teil soll das Ende der Trilogie bilden.